# Grover Underwood
Grover Underwood je fiktivní postava americké série Percy Jackson od Ricka Riordana. Je mu 13 lidských let a je nejlepším Percyho kamarádem. To on vypátral Percyho a přiměl Cheiróna aby mu věnoval pozornost. Je to satyr a má málo hliníku, proto jí plechovky od Coly.

## Informace
- Věk: 26 let
- Bydliště: Tábor polokrevných, Long Island, New York
- Zaměstnání: Pátrač a opatrovník
- Vztahy: Lesní nymfa Juniper.
- Místo narození: Tábor polokrevných, narodil se v lesích.
- Přátelé: Percy Jackson, Annabeth Chaseová, Thalia Grace, Cheirón, Tyson

## Povaha
Grover je plachý a stydlivý satyr, který je význačný svou věrností k Percymu Jacksonovi. Má silný vztah k přírodě a má velké vůdčí schopnosti. Grover byl vyvolen samotným bohem přírody Panem a od pozdějších dílů je členem Rady Kopytnatých Starších. Grover je velmi odhadlaný, loajální a odvážný. Jako satyr cítí pocity druhých.

## Grover & příroda
Grover obdivuje bohyni Artemis, protože si myslí, že je taková přírodní. Jeho celoživotní sen je najít Pana, boha přírody. Rozumí řeči zvířat a sám jí mluví. Díky své píšťale dokáže přimnět rostliny růst, což se hodí v boji. Při válce s Titány tímto způsobem zdržel Krona.

## Grover & Percy
Grover a Percy spolu chodili na akademii Yancy, kde Grover Percyho našel a odhalil, že je polobůh. Od té doby polu podnikali všelijaké výpravy a zažívali dobrodružství. Grover a Percy jsou spolu spojeni tzv. vcítěním, takže spolu mohou komunikovat, i když si nejsou nablízku.

## Grover & Annabeth & Thalia
Percy byl Groverova druhá šance. Poprvé měl do Tábora Polokrevných dostat Annabeth, Luka a Thalii, ale to se mu nepodařilo, protože Thalia se pro ostatní obětovala a umírala, ale její otec ji proměnil na strom, který chrání hranice Tábora Polokrevných. Spolu s Annabeth a Thálií spolu zažili i pár výprav, samozřejmě i s Percym.

## Percy Jackson a Zloděj blesku
V tomto díle chodí Grover spolu s Percym na akademii Yancy. Grover si všimne, že je Percy velmi mocný polobůh, což oznámí kentaurovi Cheirónovi, který začne na Percyho dohlížet v podobě učitele latiny pana Brunnera. Poté co na Percyho zaútočí lítice, se Grover snaží Percyho přesvědčit, že se mu to jen zdálo, ale Percy mu to neuvěří. Percy uslyší rozhovor mezi panem Brunnerem a Groverem, kde Grover mluví o lítici a o Táboře polokrevných. Grover doprovází Percyho domů, ale Percy mu uteče a odjede se svou matkou Sally Jacksonovou na dovolenou. Tam ho Grover najde a společně prchají před Mínotaurem. Mínotaurus unese Percyho matku, ale Percy si myslí, že ji zabil a Mínotaura zabije. Poté odnese omráčeného Grovera do Tábora.
Grover si připadá vinný za to, co se stalo a proto se s Percym a Annabeth vydá na výpravu za nalezením Diova blesku. Někdo totiž ukradl Diovi jeho blesk a svedl to na Percyho, kvůli čemuž se schyluje k válce mezi Diem a Percyho otcem Poseidónem. Na výpravě se utuží přátelství mezi Groverem a Percym. Hrdinové se vydají do podsvětí, jelikož si myslí, že Diův blesk ukradl Hádés, ale tam zjistí, že byli oklamáni a blesk měli ve skutečnosti neustále u sebe. Grover se nabídne, že zůstane v podsvětí, aby Percy mohl zachránit svou matku, ale to Percy odmítne. Blesk stihnou vrátit Diovi a zažehnají válku mezi bohy, přičemž jsou Groverovi odpuštěny jeho chyby a on se smí stát pátračem a hledat boha přírody Pana.

## Percy Jackson a Moře nestvůr
Při pátrání po bohu přírody Panovi je Grover unesen kyklopem Polyfémem a musí předstírat, že je kyklopka. Percy s Annabeth se ho vydají zachránit a putují proto až do Moře nestvůr. Grovera osvobodí od Polyféma a ukradnou kyklopovi Zlaté rouno, kterým uzdraví otrávený Thaliin strom v Táboře polokrevných.